# Flughafen San Carlos

i8
i11
i13
Der San Carlos Airport (spanisch Aeropuerto de San Carlos, IATA-Code: NCR, ICAO-Code: MNSC) ist der lokale Flughafen der nicaraguanischen Stadt San Carlos.